# Gare de Bretenoux - Biars
Gare de Bretenoux - Biars vasútállomás Franciaországban, Biars-sur-Cère településen.

## Vasútvonalak
Az állomást az alábbi vasútvonalak érintik:
- Souillac-Viescamp-sous-Jallès-vasútvonal

## Kapcsolódó állomások
A vasútállomáshoz az alábbi állomások vannak a legközelebb:
- Gare de Laval-de-Cère
- Gare de Puybrun